# Мирослава Шафранкова
Мирослава Шафранкова (чеськ. Miroslava Šafránková) — чеська акторка.

## Біографія
Народилася 11 червня 1958 року в місті Брно, Чехословаччина. Молодша сестра знаменитої кіноактриси Лібуше Шафранкової. У фільмі «Русалонька» вони знімалися удвох.
Деякий час Мирослава жила з чоловіком в ФРН, після повернення до Чехії, вона перестала зніматися в кіно. Колишня актриса зайнялася бізнесом і заснувала два друкованих видання. Син — Марк (рід. 1988).